# Rosa 'St. Cecelia'
'St. Cecelia' ('AUSmit' es el nombre del obtentor registrado), es un cultivar de rosa que fue conseguido en Reino Unido en 1987 por el rosalista británico David Austin.

## Descripción
'St. Cecelia' es una rosa moderna cultivar del grupo « English Rose Collection ».
El cultivar procede del cruce de 'Wife of Bath'® x planta de semillero.
Las formas arbustivas del cultivar tienen porte erguido que alcanza más de 90 a 185 cm de alto con 75 a 90 cm de ancho. Las hojas son de color verde oscuro mate de tamaño medio, follaje coriáceo.
Sus delicadas flores de color rosa suave. Fuerte fragancia de mirra. Flor con 45 pétalos. El diámetro medio de 3,5". Tamaño de flor mediano, dobles (17 a 25 pétalos), en pequeños grupos, en forma de copa, en cuartos, rosetón.
Florece de una forma prolífica, floración en oleadas a lo largo de la temporada.

## Origen
El cultivar fue desarrollado en Reino Unido por el prolífico rosalista británico David Austin en 1987. 'St. Cecelia' es una rosa híbrida con ascendentes parentales de cruce de 'Wife of Bath'® x planta de semillero.
El obtentor fue registrado bajo el nombre cultivar de 'AUSmit' por David Austin en 1987 y se le dio el nombre comercial de exhibición 'St. Cecelia'™.
También se le reconoce por el sinónimo de 'AUSmit', 'Saint Cecilia' y 'St. Cecilia' ®.
- La rosa fue conseguida antes de 1987 e introducida en el Reino Unido por David Austin Roses Limited (UK) en 1987 como 'St. Cecelia'.[1]
- La rosa 'St. Cecelia' fue introducida en Estados Unidos con la patente "United States - Patent No: PP 8,517".[1]
- La rosa 'St. Cecelia' fue introducida en Australia con la patente "Australia - Application No: 1992/061  on  22 Apr 1992/Synonym: St Cecilia. Applicant: David Austin Roses Ltd.".[1]
- La rosa 'St. Cecelia' fue introducida en Nueva Zelanda con la patente "New Zealand - Patent No: 574  on  1 Jul 1991".[1]

## Cultivo
Aunque las plantas están generalmente libres de enfermedades, es posible que sufran de punto negro en climas más húmedos o en situaciones donde la circulación de aire es limitada.
Se desarrollan mejor a pleno sol. En América del Norte son capaces de ser cultivadas en USDA Hardiness Zones 4b a 10b. La resistencia y la popularidad de la variedad han visto generalizado su uso en cultivos en todo el mundo.
Puede ser utilizado para las flores cortadas, jardín o portador guía. Vigorosa. En la poda de Primavera es conveniente retirar las cañas viejas y madera muerta o enferma y recortar cañas que se cruzan. En climas más cálidos, recortar las cañas que quedan en alrededor de un tercio. En las zonas más frías, probablemente hay que podar un poco más que eso. Requiere protección contra la congelación de las heladas invernales.

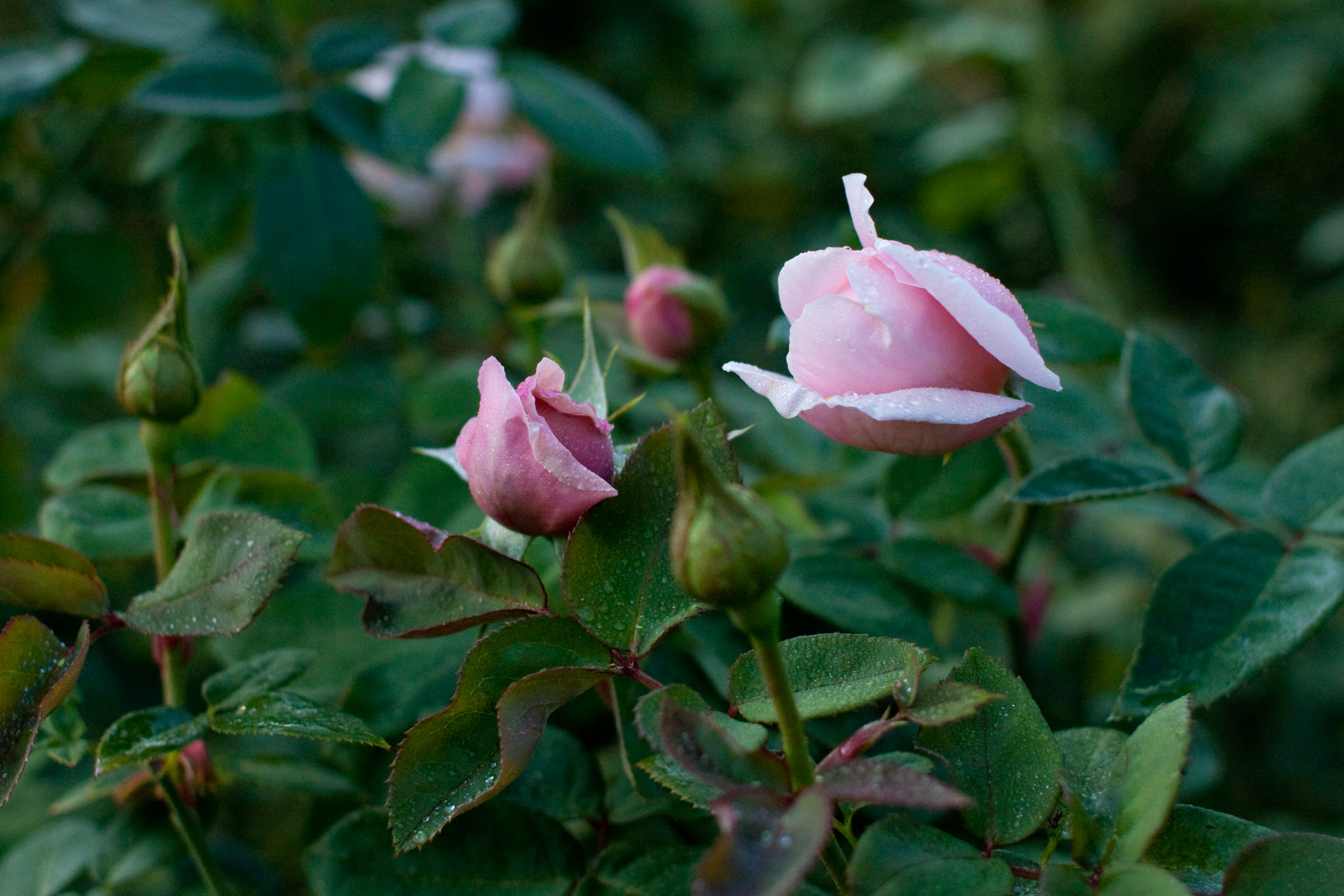
Capullos de la rosa 'St. Cecelia'
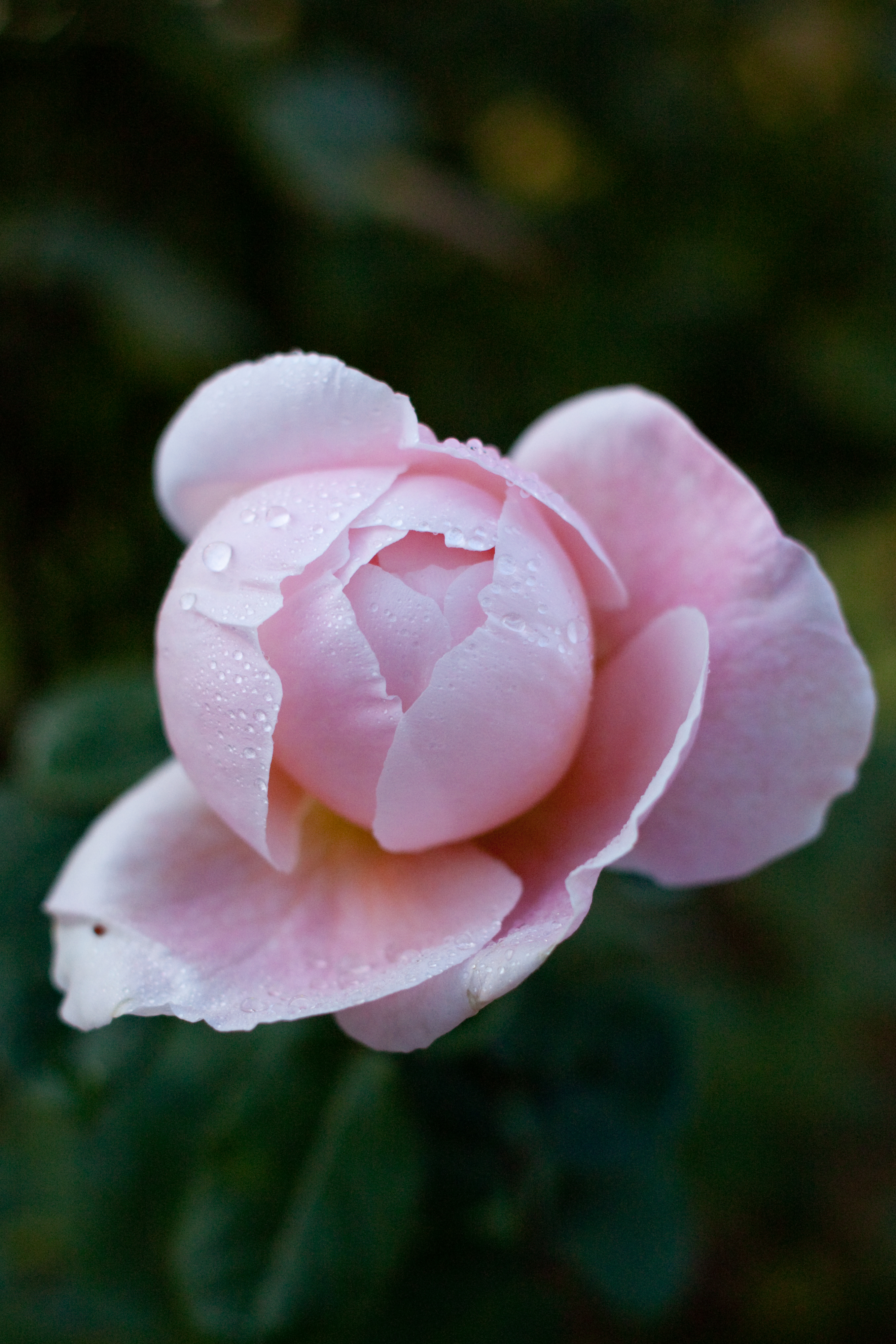
Rosa 'St. Cecelia'
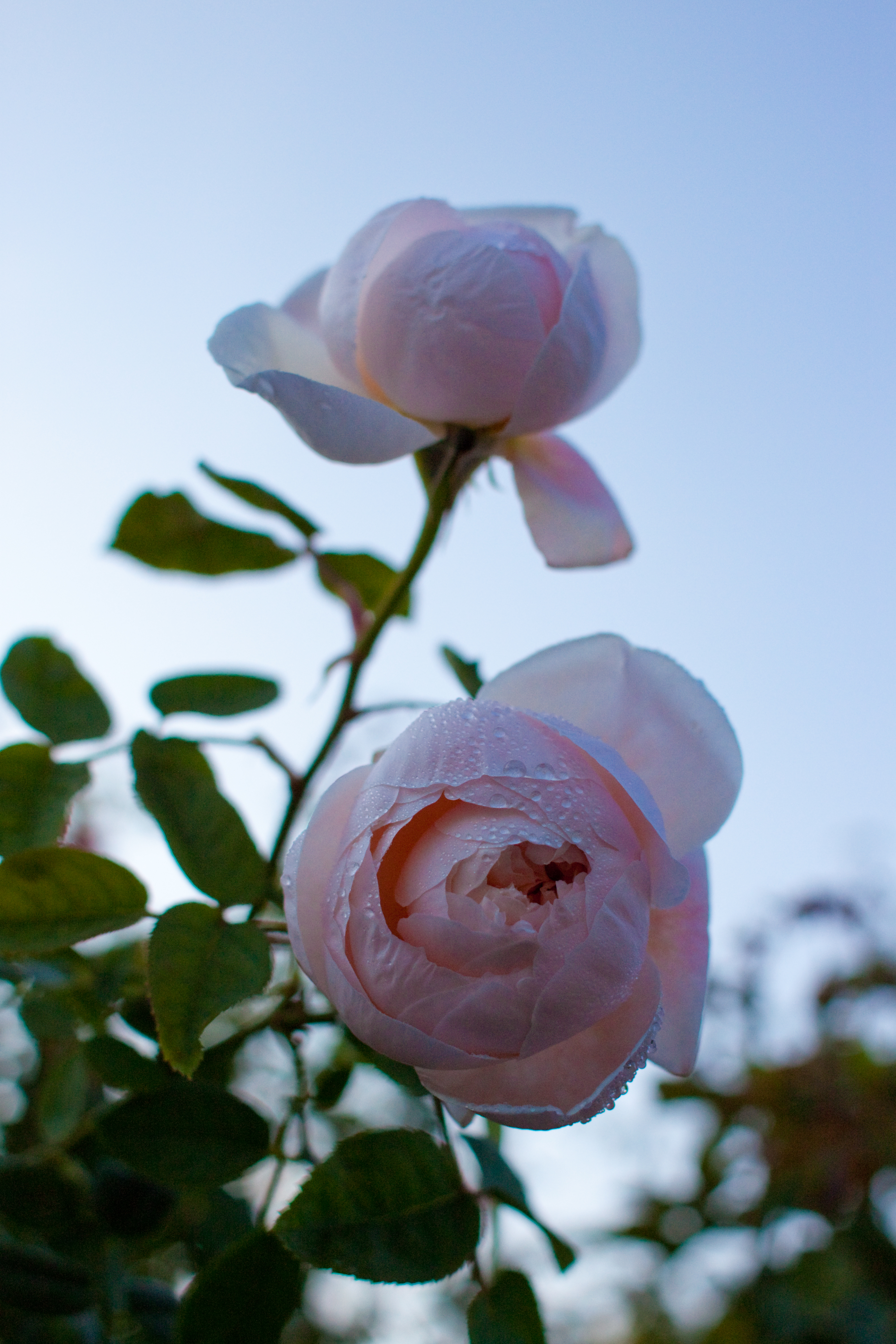
'St. Cecelia'